# Mutellina albanica
Mutellina albanica är en växtart i släktet Mutellina och familjen flockblommiga växter.
Arten är en perenn ört som förekommer i norra Albanien. Den beskrevs först som Ligusticum albanicum av Sándor Jávorka 1921, och fick sitt nu gällande namn av Marjan Niketić 2023.